# Wortschatzdidaktischer Dreischritt
Als wortschatzdidaktischer Dreischritt wird ein ursprünglich von Peter Kühn entwickeltes Verfahren ein- oder mehrsprachiger Wortschatzarbeit zur Erweiterung beziehungsweise zur Vertiefung des mentalen Lexikons bezeichnet. Es handelt sich dabei um einen in der fachdidaktischen Literatur viel beachteten und auch weiter entwickelten methodischen Ansatz zum Entschlüsseln, Behalten und Verwenden bisher unbekannter Wörter (Lexeme). Anders als in der traditionellen Wortschatzarbeit werden hier nicht Wörter isoliert als Vokabeln gelernt, sondern als Funktions- und Bedeutungsträger innerhalb eines Textes wahrgenommen.
Der wortschatzdidaktische Dreischritt besteht aus den Elementen:
1. Erkennen, Isolieren und Semantisieren, d. h. Entschlüsselung eines bisher unbekannten Wortes und seiner Bedeutung. Dies kann auf der Wortebene wie auch auf der Satz- bzw. Textebene erfolgen. Zur Semantisierung bieten sich sprachliche und nicht-sprachliche Verfahren an. Zu den nicht-sprachlichen gehören: Gestik, Mimik, Pantomime, bildliche oder gegenständliche Veranschaulichung, Piktogramme etc. Einsprachige Verfahren sind: Semantisierung im Kontext, Synonyme, Antonyme, Reihen, Hierarchisierungen, Analogieschlüsse, Definitionen, Beispielsätze, Paraphrasen oder die Verwendung des Wörterbuchs etc. Zu den mehrsprachigen Semantisierungsverfahren zählen Übersetzungen, Wortähnlichkeiten zwischen L1 und L2 herausfinden und ggf. false friends erkennen, zweisprachige Wörterbücher verwenden, Internationalismen etc.
2. Vernetzen und Variieren. Wenn ein Wort semantisiert ist, folgt als weiterer Schritt die Vernetzung mit anderen Wörtern, damit sich die inhaltlichen Verbindungen einzelner Wörter im mentalen Lexikon zu einem Netz entwickeln können. Dabei werden Wörter mit anderen Wörtern in Beziehung gesetzt und variiert, z. B. ‚Samstag‘ - 'Sonnabend' - ‚Wochenende‘. Auch Wortfelder werden fokussiert wie z. B. Arten der Fortbewegung: ‚gehen‘, ‚laufen‘, ‚rennen‘, ‚rasen‘ etc.
3. Reaktivieren und Kontextuieren. Wörter werden im Anschluss an die Semantisierung und Vernetzung in anderen Kontexten verwendet und reaktiviert. Die betreffenden Wörter werden dabei schriftlich und/oder mündlich aktiv gebraucht, denn ohne eigenaktive Wortproduktionsleistung kann ein Wort nicht im mentalen Lexikon der Lernenden dauerhaft gesichert werden.[4]